# Zeef

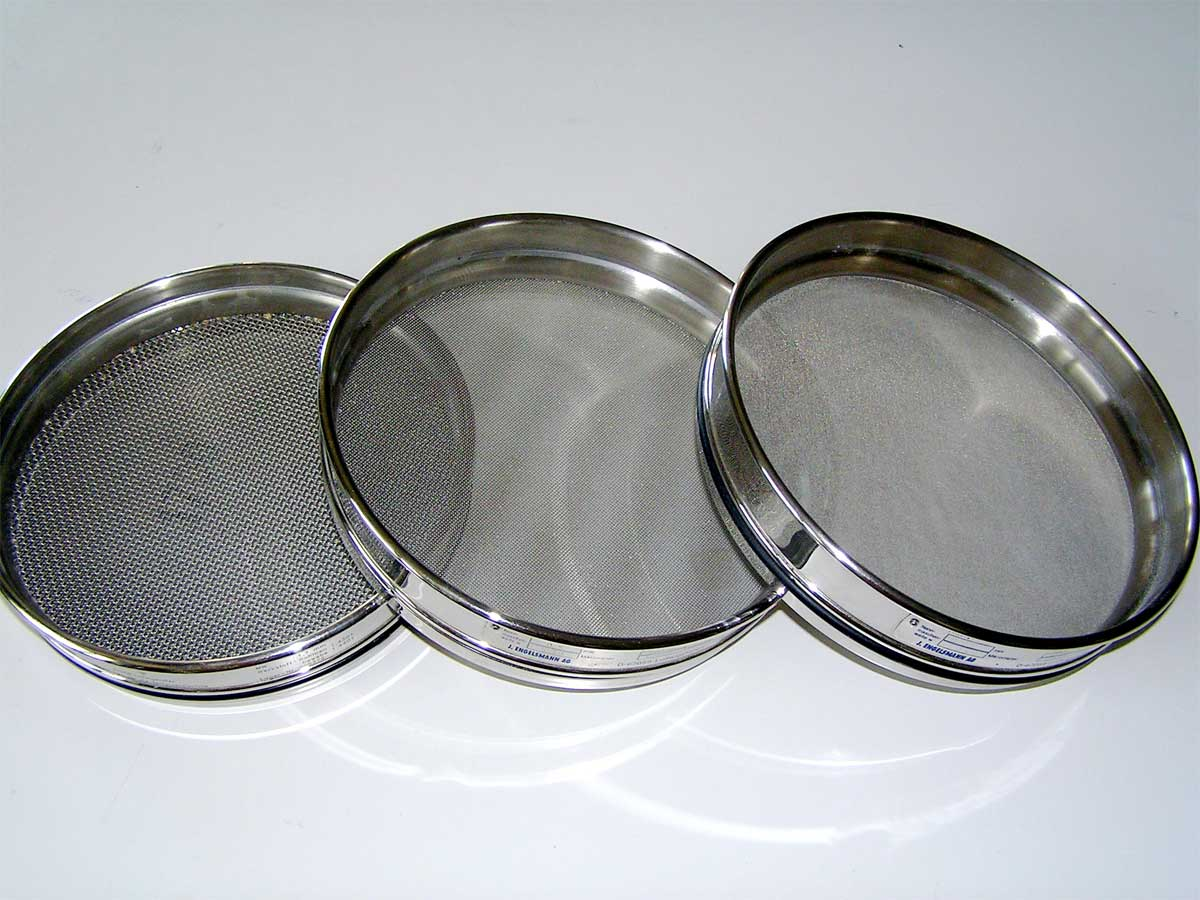
Stalen laboratoriumzeven: 1700 µm, 500 µm, en 250 µm (van links)

Een zeef of zift is een instrument dat gebruikt wordt om mengsels te scheiden op basis van korrelgrootte, of vast van vloeibaar. Wat wel of niet door de zeef valt, wordt dus gesorteerd in groter of kleiner dan de openingen in de zeef.  

## Toepassingen
Een zeef wordt op veel verschillende manieren toegepast. 
In de keuken wordt een zeef bijvoorbeeld gebruikt ter  voorkoming van klontjes of om zachte vruchten doorheen te wrijven bijvoorbeeld bij het maken van jam. Een buil is een ronddraaiende zeef van fijnmazig gaas, hij wordt na het malen van meel gebruikt om het te scheiden in bloem, griesen en zemelen.
Om materialen op soort of grootte te sorteren worden zeven gebruikt bij het oogsten van landbouwproducten, in de archeologie, grondmechanica, forensisch onderzoek, goud zoeken of het sorteren van (bouw)afval.

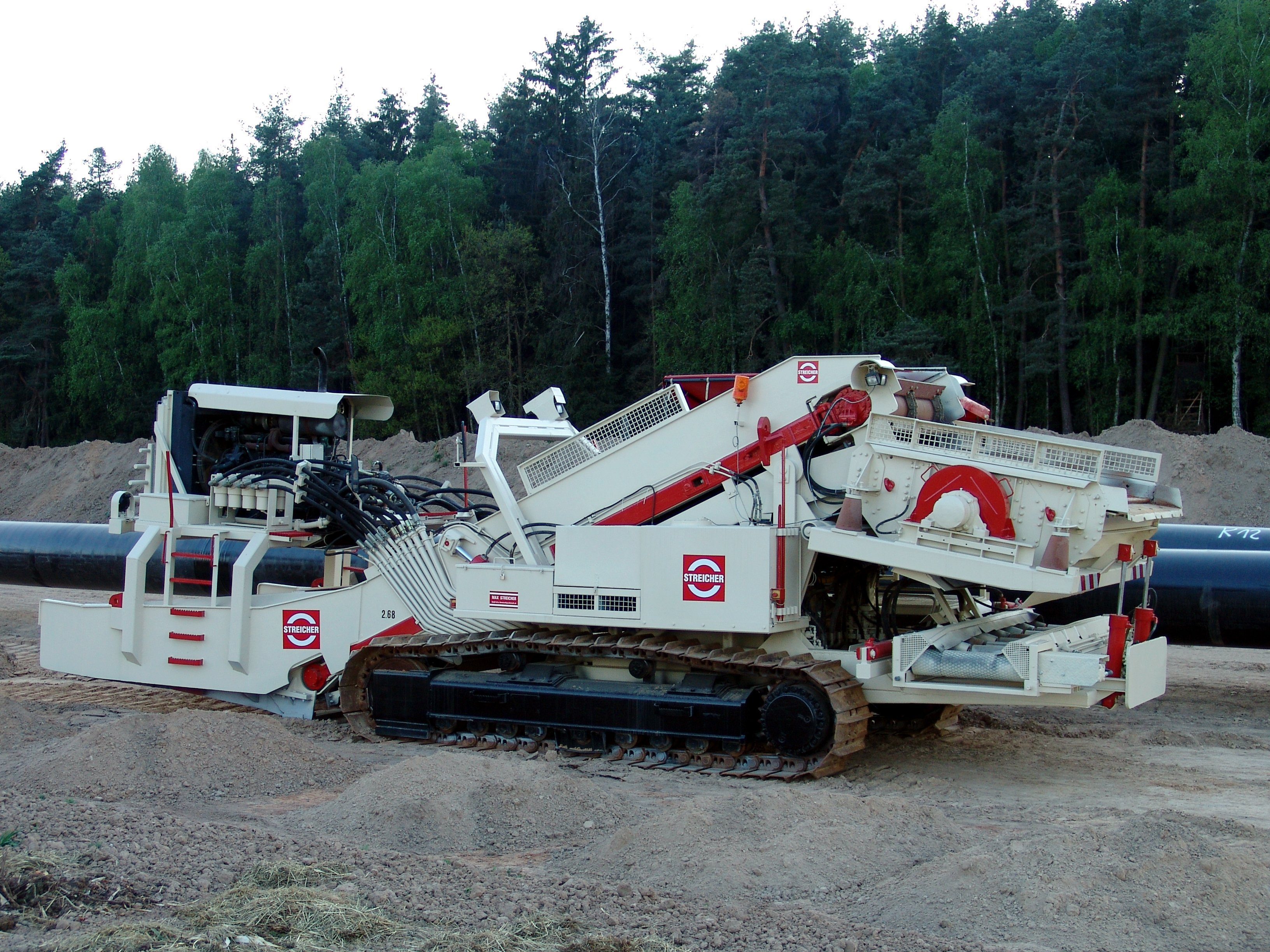
Zeefinstallatie voor de wegenbouw